# Olympische Winterspiele 1992/Teilnehmer (Großbritannien)
| Gelbes Symbol für Goldmedaillen mit stilisierten Olympischen Ringen | Graues Symbol für Silbermedaillen mit stilisierten Olympischen Ringen | Braundes Symbol für Bronzemedaillen mit stilisierten Olympischen Ringen |
| ------------------------------------------------------------------- | --------------------------------------------------------------------- | ----------------------------------------------------------------------- |
| —                                                                   | —                                                                     | —                                                                       |

Das Vereinigte Königreich nahm an den Olympischen Winterspielen 1992 im französischen Albertville als Großbritannien mit einer Delegation von 49 Athleten in neun Disziplinen teil, davon 39 Männer und 10 Frauen. Ein Medaillengewinn gelang keinem der Athleten.
Fahnenträger bei der Eröffnungsfeier war der Shorttracker Wilf O’Reilly.

## Teilnehmer nach Sportarten

### Biathlon
Männer
- Mike Dixon
10 km Sprint: 60. Platz (29:19,4 min)
20 km Einzel: 12. Platz (59:20,2 min)
4 × 7,5 km Staffel: 18. Platz (1:34:10,5 h)

- Kenneth Rudd
10 km Sprint: 58. Platz (29:11,1 min)
20 km Einzel: 65. Platz (1:05:09,1 h)
4 × 7,5 km Staffel: 18. Platz (1:34:10,5 h)

- Paul Ryan
20 km Einzel: 76. Platz (1:07:38,8 h)
4 × 7,5 km Staffel: 18. Platz (1:34:10,5 h)

- Jason Sklenar
10 km Sprint: 80. Platz (30:52,8 min)
20 km Einzel: 67. Platz (1:05:28,9 h)

- Ian Woods
10 km Sprint: 72. Platz (30:11,8 min)
4 × 7,5 km Staffel: 18. Platz (1:34:10,5 h)

### Bob
Männer, Zweier
- Mark Tout, Lenny Paul (GBR-1)
6. Platz (4:03,87 min)

- Nick Phipps, George Farrell (GBR-2)
13. Platz (4:05,39 min)

Männer, Vierer
- Mark Tout, George Farrell, Paul Field, Lenny Paul (GBR-1)
7. Platz (3:54,89 min)

- Nick Phipps, Edd Horler, Colin Rattigan, David Armstrong (GBR-2)
13. Platz (3:55,91 min)

### Eiskunstlauf
Männer
- Steven Cousins
12. Platz (18,0)

Frauen
- Joanne Conway
18. Platz (26,5)

- Suzanne Otterson
22. Platz (32,0)

Paare
- Kathryn Pritchard & Jason Briggs
17. Platz (25,5)

Eistanz
- Melanie Bruce & Andrew Place
17. Platz (33,0)

### Eisschnelllauf
Männer
- Craig McNicoll
1000 m: 33. Platz (1:17,95 min)
1500 m: 37. Platz (2:02,06 min)

### Freestyle-Skiing
Männer
- Simon Baynes
Buckelpiste: 44. Platz (in der Qualifikation ausgeschieden)

- Hugh Hutchison
Buckelpiste: 25. Platz (in der Qualifikation ausgeschieden)

- Michael Liebreich
Buckelpiste: 32. Platz (in der Qualifikation ausgeschieden)

- Neil Munro
Buckelpiste: 26. Platz (in der Qualifikation ausgeschieden)

Frauen
- Jilly Curry
Buckelpiste: 15. Platz (in der Qualifikation ausgeschieden)

### Rodeln
Männer
- Nick Ovett
23. Platz (3:07,403 min)

- Ian Whitehead
27. Platz (3:08,904 min)

### Shorttrack
Männer
- Nicky Gooch
1000 m: 26. Platz (im Vorlauf ausgeschieden)
5000-m-Staffel: 6. Platz (7:29,46 min)

- Stuart Horsepool
5000-m-Staffel: 6. Platz (7:29,46 min)

- Matt Jasper
1000 m: 9. Platz (im Viertelfinale ausgeschieden)
5000-m-Staffel: 6. Platz (7:29,46 min)

- Wilf O’Reilly
1000 m: 5. Platz (1:36,24 min)
5000-m-Staffel: 6. Platz (7:29,46 min)

Frauen
- Debbie Palmer
500 m: 23. Platz (im Vorlauf ausgeschieden)

### Ski Alpin
Männer
- Graham Bell
Abfahrt: 33. Platz (1:55,82 min)
Super-G: 53. Platz (1:20,87 min)
Kombination: 27. Platz (134,03)

- Martin Bell
Abfahrt: 29. Platz (1:54,83 min)
Super-G: 50. Platz (1:19,74 min)
Kombination: 25. Platz (121,83)

- Christopher Blagden
Slalom: Rennen nicht beendet

- Ronald Duncan
Abfahrt: 31. Platz (1:54,95 min)
Super-G: 40. Platz (1:17,76 min)
Kombination: Abfahrtsrennen nicht beendet

- Stephen Edwards
Slalom: Rennen nicht beendet

- Gavin Forsyth
Super-G: 44. Platz (1:17,91 min)
Riesenslalom: 43. Platz (2:24,23 min)

- Bill Gaylord
Riesenslalom: 40. Platz (2:20,66 min)
Slalom: Rennen nicht beendet

- Sean Langmuir
Riesenslalom: Rennen nicht beendet
Slalom: 34. Platz (1:55,73 min)
Kombination: 28. Platz (142,32)

Frauen
- Debbie Pratt
Super-G: Rennen nicht beendet
Riesenslalom: Rennen nicht beendet

- Valerie Scott
Super-G: 36. Platz (1:29,74 min)
Slalom: Rennen nicht beendet
Kombination: Slalomrennen nicht beendet

- Emma Carrick-Anderson
Riesenslalom: 22. Platz (2:21,76 min)
Slalom: 19. Platz (1:37,58 min)
Kombination: 17. Platz (107,61)

- Claire de Pourtales
Slalom: Rennen nicht beendet
Kombination: Slalomrennen nicht beendet

### Skilanglauf
Männer
- Dave Belam
10 km klassisch: 61. Platz (32:08,9 min)
15 km Verfolgung: 57. Platz (46:11,0 min)
30 km klassisch: 56. Platz (1:33:15,6 h)
50 km Freistil: 53. Platz (2:24:54,3 h)

- Mark Croasdale
10 km klassisch: 90. Platz (36:13,0 min)
15 km Verfolgung: 74. Platz (52:36,8 min)
50 km Freistil: Rennen nicht beendet

- John Read
10 km klassisch: 47. Platz (31:32,7 min)
15 km Verfolgung: 64. Platz (46:52,4 min)
30 km klassisch: 62. Platz (1:34:37,5 h)

- Glenn Scott
10 km klassisch: 65. Platz (32:20,8 min)
15 km Verfolgung: Rennen nicht beendet
30 km klassisch: 66. Platz (1:36:06,0 h)
50 km Freistil: 63. Platz (2:31:40,6 h)